# 2Y busz (Nyíregyháza)
A nyíregyházi 2Y jelzésű autóbuszok a belvárosi autóbusz-állomás és a városközponttól délre fekvő Borbánya városrészben található Alma utcai iskola között közlekednek. A járatot Nyíregyháza autóbuszvonal-hálózatának részeként a Volánbusz üzemelteti.

## Közlekedése
A busz az autóbusz-állomást köti össze a Borbánya városrészben található Alma utcai iskolával, a belvároson keresztül, a kórházat is érintve. A busz útvonala az utolsó pár megállótól eltekintve megegyezik a 2-es buszéval, illetve a H32-es buszéval is (a három busz útvonala Borbánya, ABC megállóig teljesen megegyezik). A Nyíregyháza–Vásárosnamény-vasútvonalat szintbeli keresztezésben metszi.

## Járművek
Solaris Urbino 12, Solaris Urbino 15, MAN Lion’s City

## Megállóhelyei
A 2-es testvérjárat, illetve a belterületi szakaszon párhuzamos H32-es busz nincs feltüntetve az átszállási kapcsolatok között!
| 2Y (Autóbuszállomás – Alma utcai iskola) |                           |                 | |                                                                                            |
| Menetidő (perc)                          | Megállóhely               | Menetidő (perc) | Átszállási kapcsolatok | Fontosabb létesítmények                                                                    |
| 0                                        | Autóbusz-állomás          | 24              | 1, 1A, 3, 4, 4Y, 6, 16, 24, 40, H31, H31X, H31Y, H33, H35, H40, H40L 1059, 1341, 1369, 1370, 1424, 1426, 1427, 1446, 1449, 3881, 3887, 4200, 4201, 4202, 4203, 4205, 4206, 4207, 4208, 4209, 4210, 4211, 4212, 4213, 4214, 4215, 4216, 4217, 4218, 4219, 4220, 4221, 4222, 4224, 4225, 4231, 4232, 4233, 4234, 4235, 4236, 4237, 4238, 4239, 4240, 4243, 4253, 4303, 4304 | Nyíregyházi autóbusz-állomás, Petőfi Sándor park                                           |
| 2                                        | Mező u. 5.                | ∫               | 4, 4Y, 14, 14F, 17, 17T, 19, 23, 23G, 40, H40 Volánbusz |                                                                                            |
| ∫                                        | Konzervgyár               | 21              | 1, 1A, 4, 4Y, 12, 14, 14F, H40 1341, 1370, 1424, 4200, 4201, 4202, 4203, 4205, 4206, 4212, 4214, 4233, 4234, 4236, 4239, 4240 |                                                                                            |
| 3                                        | Rákóczi u. 50.            | ∫               | 4, 4Y, 12, 14, 14F, 17, 17T, 19, 23, 23G, 40, H40 4215, 4219, 4220, 4222, 4225, 4238 | Evangélikus kistemplom                                                                     |
| ∫                                        | Mező u.                   | 20              | 4, 4Y, 14, 14F, 17, 17T, 19, 23, 23G, 40, H40 |                                                                                            |
| 4                                        | Búza tér                  | 18              | 7, 14, 14F, 15, 18, 18A, 23, 23G, H33 Volánbusz | Búza téri Piaccsarnok                                                                      |
| 5                                        | Vay Ádám krt.             | 16              | 4, 4Y, 13, 14, 14F, 17, 17T, 23, 23G, H33 3887, 4205, 4206, 4207, 4208, 4215, 4219, 4220, 4222, 4225, 4233, 4234, 4236, 4238, 4253 | Korzó Bevásárlóközpont                                                                     |
| 7                                        | Kodály Zoltán Ált. Iskola | 14              | 4, 4Y, 5, 5A, 7, 11, 13, 15, 17, 17T, 18, 18A, 23, 23G | Kodály Zoltán Általános Iskola, Váci Mihály Kulturális Központ, Nemzeti Adó- és Vámhivatal |
| 9                                        | Bujtos u.                 | 12              | 4, 4Y, 5, 5A, 7, 11, 13, 15, 18, 18A, 23, 23G 4215, 4219, 4220, 4222, 4225, 4238 | Nyíregyházi Járásbíróság                                                                   |
| 12                                       | Luther ház                | ∫               | | Nyíregyházi evangélikus templom                                                            |
| ∫                                        | Inczédy sor               | 10              | 5, 5A, 6, 23, 23G Volánbusz |                                                                                            |
| 15                                       | Kórház                    | 8               | 5, 5A, 23, 23G 4216, 4217, 4218, 4219, 4220, 4221, 4222, 4224, 4225, 4232, 4237, 4238 | Jósa András Kórház (főbejárat)                                                             |
| 17                                       | Zimony u.                 | 7               | |                                                                                            |
| 19                                       | Kéményseprő u.            | 6               | Nyíregyháza–Vásárosnamény | Nyíregyháza külső vasútállomás                                                             |
| 21                                       | Lujza u. (Kállói út)      | 5               | 4219, 4220, 4221, 4222, 4225, 4238 |                                                                                            |
| 22                                       | Tünde u.                  | 4               | |                                                                                            |
| 23                                       | Borbánya, ABC             | 3               | 4219, 4220, 4221, 4222, 4225, 4238 | Borbányai piac, Szent László-templom                                                       |
| 24                                       | Borbánya, iskola          | 2               | | Nyíregyháza-Borbányai evangélikus templom                                                  |
| 25                                       | Pitypang u.               | 1               | | Borbánya                                                                                   |
| 26                                       | Alma utcai iskola         | 0               | 13 | Alma utcai iskola                                                                          |